# Pedanije Dioskorid
Pedanije Dioskorid (grčki: Πεδάνιος Διοσκουρίδης) bio je grčki liječnik, farmakolog, botaničar i autor utjecajnog djela De Materia Medica. Ovo je enciklopedijsko djelo imalo 5 tomova te je detaljno obrađivalo lijekove biljnog, životinjskog i mineralnog porijekla. Radio je kao liječnik za rimsku vojsku.

## Životopis
Rodio se u Anazarbi, Kilikija, Mala Azija, te se školovao u Tarzu. Živio je između 40. i 90.

## Vanjske poveznice
- De Materia Medica